# Hans Bunje

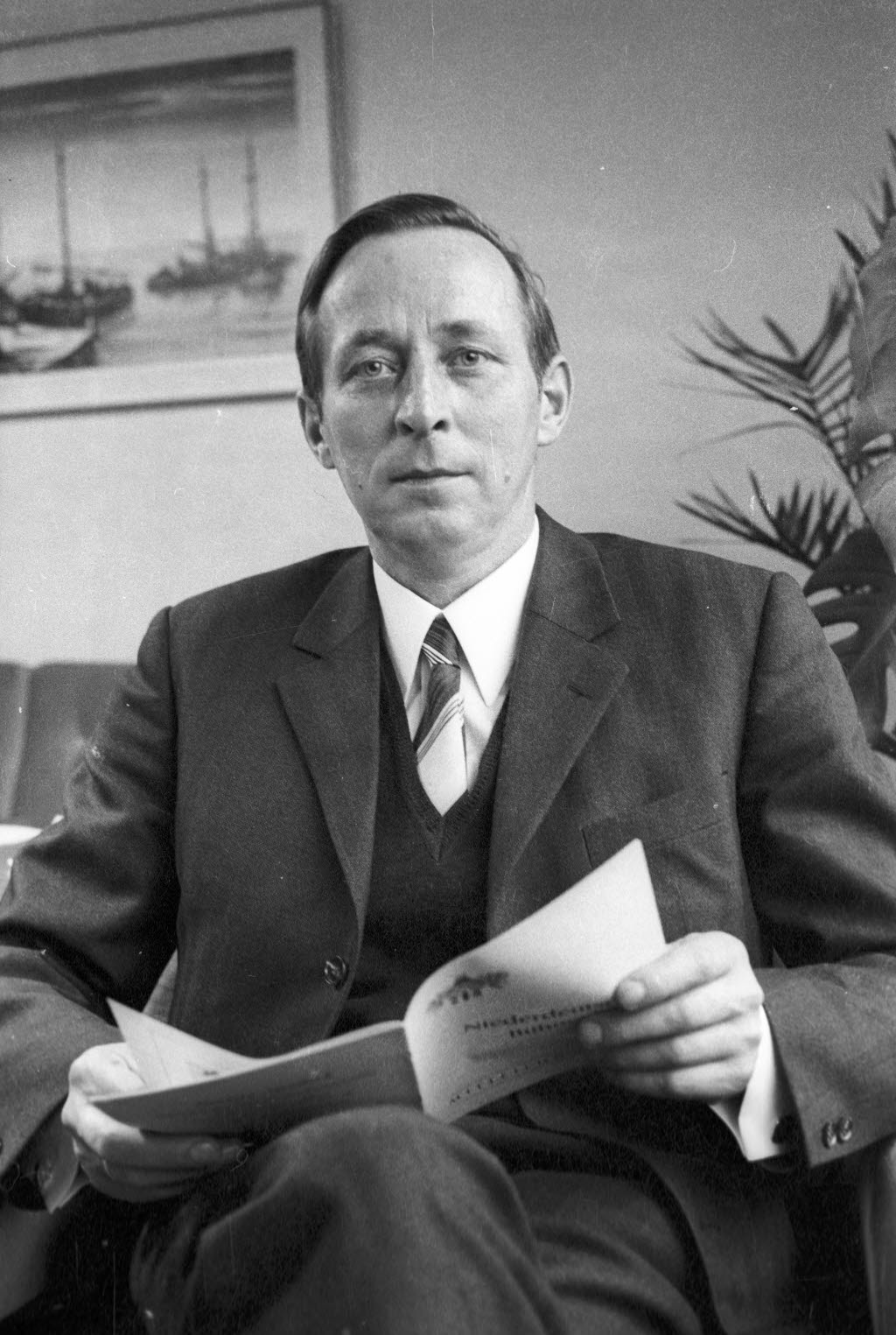
Hans Bunje

Hans Bunje, Pseudonym Hans Seekamp, (* 1. Mai 1923 in Brake; † 11. November 2008) war ein deutscher Schriftsteller, Bühnen- und Hörspielautor.

## Leben
Hans Bunje wuchs als ältester von fünf Söhnen des Schriftstellers Karl Bunje in seiner Geburtsstadt auf. Der Ausbruch des Zweiten Weltkrieges machte seinen Wunsch, Schiffsbau zu studieren zunichte, dafür wurde er bei der Marine zum Ingenieuroffizier für U-Boote ausgebildet. Nach Kriegsende studierte Bunje in Göttingen an der Georg-August-Universität die Fächer Deutsch, Geschichte und Philosophie und promovierte 1951 mit der Schrift Der Humor in der niederdeutschen Dichtung des Realismus.
In den Jahren 1951 und 1952 arbeitete Bunje als Mittelschullehrer in Kiel, anschließend war er als Studienreferendar in Flensburg, Kiel und Rendsburg tätig, kehrte dann endgültig nach Kiel zurück und lehrte zunächst als Studienassessor, ab 1957 dann als Studienrat an der Kieler Gelehrtenschule. Während dieser Zeit unterrichtete Bunje auch an der dortigen Pädagogischen Hochschule im Bereich „Niederdeutsches Laienspiel“.
Daneben machte sich Bunje wie bereits sein Vater als Autor niederdeutscher Theaterstücke und Hörspiele einen Namen. Einige Bühnenstücke wurden auch für den Hörfunk adaptiert. Bereits Ende der 1940er-Jahre entstand unter dem Pseudonym Hans Seekamp das Stück Dubbelt verspeelt, das zunächst 1949 seine Uraufführung als Einakter erlebte, 20 Jahre später dann vom Hamburger Ohnsorg-Theater erstmals als Dreiakter gespielt wurde. Ende der 1970er-Jahre entstand mit der Musik von Karl Eckert das Musical De Sprottenkathrin, Ort und Datum der Uraufführung konnten nicht ermittelt werden.
Ab 1975 fungierte Bunje als Leiter des Bühnenbundes Schleswig-Holstein, ab 1978 war er Redaktionsmitglied der Zeitschrift Periodika des Niederdeutschen Bühnenbundes.
Hans Bunje hatte 2 Töchter und lebte in Heikendorf Ortsteil Kitzeberg bei Kiel.

## Theaterstücke
| Uraufführung       | Titel                | Bühne                       |
| ------------------ | -------------------- | --------------------------- |
| 1949               | Dubbelt verspeelt    | Niederdeutsche Bühne Borkum |
| 28. April 1968     | Utkniepen hölpt nich | Ohnsorg-Theater             |
| 30. März 1969      | Dubbelt verspeelt    | Ohnsorg-Theater             |
| 27. September 1970 | Dat stahlen Glück    | Ohnsorg-Theater             |
| 11. Oktober 1978   | Dat Smugglernest     | Niederdeutsche Bühne Kiel   |
| 23. April 1980     | De Wulken 80         | Niederdeutsche Bühne Kiel   |
|                    | De Sprottenkathrin   |                             |

## Hörspiele
| Sendejahr | Sender       | Titel                | Regie             | Sprecher (Auswahl)                                                                                    |
| --------- | ------------ | -------------------- | ----------------- | --- |
| 1950      | RB           | Dubbelt verspeelt    | Nicht bekannt     | Nicht bekannt                                                                                         |
| 1952      | NWDR Hamburg | Allns üm de Deern    | Hans Freundt      | Hartwig Sievers, Rudolf Beiswanger, Hilde Sicks, Heidi Kabel, Otto Lüthje, Hans Mahler, Heini Kaufeld |
| 1967      | NDR          | Utkniepen hölpt nich | Günther Siegmund  | Ernst Grabbe, Erna Raupach-Petersen, Hanno Thurau, Werner Riepel, Heinz Lanker, Rolf Bohnsack         |
| 1968      | NDR          | Duppelt verspeelt    | Günther Siegmund  | Karl-Heinz Kreienbaum, Christa Wehling, Jochen Schenck, Rudolf Beiswanger, Edgar Bessen, Ulla Mahrt   |
| 1970      | NDR          | Das Laubenparadies   | Rudolf Beiswanger | Heinz Lanker, Hilde Sicks, Heidi Kabel, Christa Siems, Gertrud Prey                                   |
| 1971      | NDR          | Dat stahlen Glück    | Curt Timm         | Herma Koehn, Werner Riepel, Hanno Thurau, Hilde Sicks, Heinz Lanker, Otto Lüthje                      |
| 1972      | NDR          | Krumme Tourn         | Rudolf Beiswanger | Ernst Grabbe, Heidi Mahler, Edgar Bessen, Jürgen Pooch, Gertrud Prey, Ulla Mahrt                      |

## Schriften

### Als Autor
- 1988: Nix as Undöög, Verlag Michael Jung, Kiel, ISBN 978-3-923525-52-2.

### Als Herausgeber
- 1997: Karl Bunje: Geschichten und Gedichte, Isensee Verlag, ISBN 978-3-89598-455-6.